# 廧咎如
廧咎如（qiáng gāo rú）春秋时赤狄国名（或部落名）。其地一說在今太原一帶，一說在今河南安陽一帶。史籍記載甚少。主要有以下兩件事件與廧咎如有關。

## 重耳娶季隗
《左傳·僖公二十三年》：“狄人伐廧咎如，获其二女：叔隗、季隗，纳诸公子（重耳）。公子取季隗，生伯儵、叔刘，以叔隗妻赵衰，生盾。”。（杨伯峻注：“廧音墙，咎音高”）《史記·晉世家》：“狄伐咎如，得二女”（集解贾逵曰：“赤狄之别，隗姓。”；索隐：赤狄之别种也，隗姓也。咎音高。）

## 晋衛伐廧咎如
前588年，晋国的郤克、卫国的孙良夫为讨伐赤狄的残余，进攻廧咎如。廧咎如失去了民心，于是溃败。